# 1997 في التلفزيون البريطاني
هذه قائمة بالأحداث المتعلقة التي حدثت بالتلفزيون البريطاني في عام 1997.

## الأحداث

### يناير
- 1 يناير -
  - تشمل أبرز الأحداث في يوم رأس السنة الجديدة على BBC1 فيلمًا تلفزيونيًا مقتبسًا عن The Mill on the Floss و Global Sunrise ، وهو فيلم مدته 80 دقيقة قدمه جوليان بيتيفر. وهي تشمل أيضًا تتويجًا لمشروع تم فيه مشاهدة أطقم التصوير في عشرين موقعًا حول العالم في 1 يناير 1996، لتسجيل شروق الشمس عبر ست قارات وجميع المناطق الزمنية.[1]
  - تقدم قناة ITV حلقة أسبوعية ثالثة من Emmerdale .
- 2 يناير - يبدأ اختبار الإرسال للقناة 5 في بعض المناطق. تفاصيل هذه متوفرة على Ceefax صفحة 698 لبضعة أسابيع.[2]
- 6 يناير - تم إغلاق القناة 4 للمرة الأخيرة مع بدء الإرسال على مدار 24 ساعة في الساعة 6 صباحًا من اليوم التالي. وبالتالي، بعد ما يقرب من 15 عامًا من الإرسال، انتهى برنامج 4-Tel On View .
- 7 كانون الثاني (يناير) - يقدم تلفزيون كارلتون «الملكية: الأمة تقرر» ، نقاش مباشر في الاستوديو يناقش مستقبل الملكية في المملكة المتحدة. يتحول النقاش بسرعة إلى مباراة صراخ، في حين يتم تشجيع المشاهدين على التصويت على هذه القضية في أكبر استطلاع عبر الهاتف التلفزيوني في المملكة المتحدة. ومع ذلك، يضطر كارلتون إلى تمديد الموعد النهائي للمكالمات بعد تقديم شكاوى من أشخاص غير قادرين على الرد. من بين 2.6 مليون متصل يصوتون، يؤيد 66٪ الاحتفاظ بملك بينما يعارض 34٪.[3]
- 8 يناير - الحلقة الأولى من بي بي سي الصورة تسلسل برنامج الأطفال البرية البيت يبدأ في بي بي سي واحد.[4]
- 9 يناير - ذكرت صحيفة The Sun أن BT أصدرت إعلانًا يضم Letitia Dean وتسعة ممثلين سابقين آخرين في EastEnders للترويج للأصدقاء والعائلة على الرغم من تهديد BBC لهم باتخاذ إجراءات قانونية.[5] بعد ذلك، سحبت بي بي سي تهديدها برفع دعوى قضائية بعد أن دفعت لها بي تي مبلغ خمسة أرقام لم يكشف عنها.[6]
- 14 كانون الثاني (يناير) - تشير أرقام المشاهدة الصادرة لعام 1996 إلى أن BBC1 وBBC2 هما القناتان الأرضيتان الوحيدتان اللتان زادت حصتهما من جمهورهما خلال العام.[7]
- 31 يناير -
  - تتلقى لجنة التلفزيون المستقلة طلبين للحصول على ترخيص لتشغيل التلفزيون الرقمي للأرض في المملكة المتحدة. جاءوا من British Digital Broadcasting (BDB) - مشروع مشترك بين Carlton Television وGranada Television وشركة الأقمار الصناعية British Sky Broadcasting (BSkyB) [8] - ومن شبكة التلفزيون الرقمي (DTN)، وهي شركة أنشأها مشغل الكابلات CableTel (لاحقًا المعروف باسم NTL).[9]
  - تم تسريب تفاصيل جدول القناة الخامسة إلى مجلة <i id="mwUA">البث</i> . وأكدت متحدثة باسم القناة أن الجدول الزمني دقيق إلى حد كبير ولكن حجم المحتوى المستورد تم تشويهه؛ سيتكون جدول القناة الخامسة من 70٪ من المحتوى المنتج في المملكة المتحدة.[10]

### فبراير
- 3 فبراير -
  - تبدأ المشاكل، إذاعة البرامج التي تستهدف المراهقين والشباب، ويغير برافو هويته.
  - يتم إعادة إطلاق قناة Family Channel كقناة ألعاب تسمى Challenge TV على الرغم من استمرار Family Late في البث ككتلة برمجة بين عشية وضحاها.
- 5 فبراير - تم بث نسخة الأربعاء الأولى من اليانصيب الوطني مع تقديم السحب الأسبوعي الثاني.[11]
- 9 فبراير - تمت مقاطعة النهائي المباشر لبطولة الماسترز لعام 1997 من قبل أول لاعب في لعبة السنوكر، السكرتيرة ليان كروفتس البالغة من العمر 22 عامًا، والتي غزت منطقة اللعب في بداية الإطار الثالث. بعد أن أبعدها الحكام عن الحلبة، قام روني أوسوليفان بتسلية الجماهير من خلال مسح جبين الحكم المخضرم جون ستريت، الذي كان يحكم مباراته الأخيرة في مسيرته.[12] [13] [14]
- 12 فبراير - تنشر القناة الخامسة تفاصيل جدولة برنامجها. سيقدم مفهوم التجريد والتسلل إلى التلفزيون البريطاني، حيث يتم التجريد حيث يتم عرض البرنامج في نفس الوقت كل يوم، والجدار حيث يتم عرض برامج مماثلة في نفس الوقت كل يوم.[15] يتم نشر الجدول الزمني الكامل في 18 فبراير.[16]
- 14 فبراير - استبدلت قناة كارلتون سيليكت الحصرية قناة SelecTV ، التي استحوذت عليها عندما اشترت كارلتون تلفزيون بيرسون.
- 19 فبراير - توقفت شركة سيفاكس عن تقديم معلومات حول إرسالات اختبار القناة 5.[17]
- 28 فبراير - بي بي سي تبيع أجهزة الإرسال وخدمات الإرسال إلى Castle Transmission Services مقابل 244 مليون جنيه إسترليني، للمساعدة في تمويل خططها للعصر الرقمي.

### مارس
- 3 مارس - أصبح Dave Spikey هو المضيف السادس للسلسلة الأخيرة من برنامج الألعاب الصباحية على قناة ITV خلال أيام الأسبوع سلسلة رسائل في نفس العام الذي يحتفل فيه بالذكرى العاشرة لتأسيسه.
- 4 آذار / مارس - اتفقت بي بي سي وفليكس تيك على صفقة لتوفير قنوات تحمل علامة بي بي سي - عرض بي بي سي للترفيه؛ BBC Horizon ، للأفلام الوثائقية؛ بي بي سي ستايل، لأسلوب الحياة؛ BBC Learning ، للمدارس، و BBC Arena ، للفنون - بالإضافة إلى ثلاث قنوات أخرى: BBC Catch-Up ، لتكرار البرامج الشعبية في غضون أيام من بثها الأصلي، قناة بي بي سي سبورت مخصصة ونسخة تلفزيونية من راديو 1.[18]
- 8 مارس - استحوذت قناة ITV على حقوق البث التلفزيوني في المملكة المتحدة في Formula One ، بعد 18 عامًا من التغطية على قناة BBC. يُظهر تغطية كاملة للتصفيات بالإضافة إلى السباق نفسه، وهو أمر لم تفعله بي بي سي بشكل عام.
- 14 مارس - من بين أبرز أحداث Comic Relief telethon لهذا العام Prime Cracker ، وهو عبارة عن كروس ساخرة قصير لمسلسلات ITV الدرامية الجريمة المستقرة Prime Suspect and Cracker ، بطولة هيلين ميرين وروبي كولتران كشخصيتين كل منهما.[19]
- 21 مارس - ذكرت مجلة <i id="mwlA">الحملة</i> أن بي بي سي وفليكس تك قد صادقتا على مشروعهما المشترك. سيقومون بإنشاء مشروعين تشغيليين جديدين - أحدهما سيطور ويطلق قنوات اشتراك في المملكة المتحدة وأيرلندا، والآخر سيحصل على UK Gold ويديره.[20]
- 22 آذار (مارس) - العرض الأول لفيلم وثائقي عن علوم تلفزيون بي بي سي بعنوان «ماجستير اللغة» ، حيث قام مدرس اللغة ميشيل توماس بتدريس اللغة الفرنسية لطلاب الصف السادس لمدة خمسة أيام في كلية تعليم أخرى في لندن.[21] نتيجة للاهتمام الذي أحدثه هذا الفيلم الوثائقي، كلف الناشر البريطاني Hodder و Stoughton توماس بإنتاج نسخ تجارية من دوراته.[22]
- 25 مارس - شبكة آي تي في فيرست ستراند تقدم فيلمًا وثائقيًا رائدًا عن المدرسة الملكية للمكفوفين في إدنبرة، وهي مدرسة داخلية للطلاب ضعاف البصر.[23]
- 30 مارس -
  - يتم إطلاق القناة الخامسة، القناة الأرضية الخامسة والأخيرة في المملكة المتحدة، في الساعة 6.00 مساءً. الوجوه الأولى التي شوهدت هي Spice Girls ، التي تؤدي أغنية "1-2-3-4-5"، وهي نسخة معاد كتابتها من أغنية مانفريد مان " 5-4-3-2-1 ". تشمل أبرز الأحداث في ليلة الافتتاح إطلاق مسلسل يومي جديد بعنوان Family Affairs و The Jack Docherty Show ، وهو برنامج محادثة ليلي يعتمد على تنسيق العروض الأمريكية مثل The Late Show with David Letterman .
  - قناة ITV تبث الطيار الكوميدي Cold Feet . يعود لسلسلة كاملة في عام 1998 ويستمر لمدة خمس سنوات.
- 31 مارس -
  - تبث قناة BBC One نسخة مخصصة للتلفزيون من مسرحية Lord of the Dance لمايكل فلاتلي.[24] يتم عرض البرنامج في نفس الأمسية التي تبث فيها القناة الرابعة النسخة المعاد إطلاقها من Riverdance والتي تضم Colin Dunne وJean Butler.[25]
  - أصبحت القناة الخامسة موضوع حرب تقييمات، حيث تتبنى جميع القنوات الرئيسية جدولة صارمة للاحتفاظ بالمشاهدين. وكذلك رب الرقص، BBC1 اجواء حلقتين من الشرقيين وإثارة حقد ، في حين ITV acreens خمسة أفلام الكبرى، بما في ذلك ايس فنتورا: الحيوانات الأليفة المخبر و روبوكوب 2 . القناة 4 لديها أفلام The Goodbye Girl و Breakheart Pass.[26]
  - يتم عرض المسلسل التلفزيوني للأطفال Teletubbies لأول مرة على BBC2.[27]
  - تتضمن النسخة الافتتاحية من 5 أخبار مقابلة مع زعيم حزب العمال توني بلير.[28]
  - الظهور الأول لبرنامج المقابلات الرائد HARDtalk في BBC World.[29]

### أبريل
- 1 أبريل -
  - في الساعة 4:40 صباحًا، تبدأ القناة الخامسة إعادة عرض المسلسل الأسترالي Prisoner: Cell Block H. هذا هو أول عرض شبكي للمسلسل في المملكة المتحدة، أثناء تشغيله في وقت سابق على ITV ، اختلفت جدولة البرنامج من منطقة إلى أخرى.
  - بدأت سلسلة Quincy ، وهي سلسلة أخرى عُرضت سابقًا على قناة ITV ، في البث على BBC1 كجزء من جدول الشبكة النهاري.[30]
- 3 أبريل -
  - BBC1 يبث الحلقة 2710 من الجيران حيث قُتلت شخصية شيريل ستارك (التي لعبت دورها كارولين جيلمر) عندما صدمتها سيارة أثناء محاولتها عبور الطريق لإنقاذ ابنتها. تخضع مشاهد الحادث للرقابة من قبل بي بي سي قبل بث الحلقة. كما تم قطع خمس ثوانٍ من الحلقة قبل بثها في أستراليا في سبتمبر 1996.[31] [32]
  - يعود Postman Pat بسلسلة أخرى من 13 حلقة على BBC One محمية بحقوق الطبع والنشر من العام السابق. تم بث حلقتين خاصتين قبل عامين ونصف مما أدى إلى 15 حلقة أخرى في المجموع.[33]
  - تم تغيير اسم قناة التعلم إلى Discovery Home &amp; Leisure .
- 5 أبريل - تم تأجيل بطولة Grand National لعام 1997 بعد تهديد بوجود قنبلة مؤقتة للجيش الجمهوري الأيرلندي.[34] يقام السباق يوم الاثنين 7 أبريل الساعة 5:00 مساءً.[35] إنه آخر 50 مواطنًا (بما في ذلك سباق الفراغ لعام 1993) التي علق عليها بيتر أوسوليفان.
- من 5 إلى 6 أبريل - تعرض قناة BBC1 مقتبسة من جزأين عن The Ice House ، وهي الرواية الأولى لكاتبة الجريمة مينيت والترز. المسلسل النجوم دانيال كريج، كورين ريدجراف، كيتي الدريدج، وفرانسيس باربر.[36] [37]
- 6 أبريل - تبث القناة الخامسة العرض التلفزيوني البريطاني الأول للسيدة. Doubtfire من بطولة روبن ويليامز.[38]
- 7 أبريل - ظهر بيتر بالدوين بشكل نهائي كشخصية شعبية ديريك ويلتون في شارع التتويج ، بعد أن ظهر بشكل متقطع في المسلسل منذ عام 1976 ، مع وفاة ديريك بنوبة قلبية بعد حادث الغضب على الطريق. تم استبعاد الشخصية في عملية قتل رفيعة المستوى من قبل المنتج براين بارك.
- 8 أبريل - أعلن مراسل بي بي سي مارتن بيل أنه سيتقدم كمرشح ضد نيل هاملتون في دائرة تاتون الانتخابية على منصة لمكافحة الفساد.[39]
- 9 أبريل - بث BBC1 سلسلة الرسوم المتحركة الأمريكية الكندية للأطفال آرثر لأول مرة في المملكة المتحدة.
- 12 أبريل - الإصدار الأخير من برنامج لعبة ITV المبني على الحيلة You Bet! . [28]
- 15 أبريل - حفظ الصورة فيلم وثائقي وتوماس محرك الدبابة اجواء رجل على BBC2 مرة أخرى بمثابة تحية للمؤلف وخالق سلسلة السكك الحديدية و توماس محرك الدبابة والأصدقاء القس دبليو أودري الذي توفي في منزله في ستراود، جلوسيسترشاير بعد أن طريح الفراش ومعاناته من مشاكل صحية متدهورة في 21 مارس من ذلك العام.
- 16 أبريل - العرض الأول لفيلم The Fugitive على قناة ITV بطولة هاريسون فورد.
- 25 أبريل - تم بث الإصدار الأخير من برنامج المسابقات النهارية الخاص بـ ITV's Chain Letters بعد 10 سنوات من البث.
- 27 أبريل - أكدت بي بي سي أن الثنائي الكوميدي هيل وبيس قد وقعا صفقة بقيمة مليون جنيه إسترليني لمدة عامين ستشهد انتقالهما من قناة ITV.[40]

### مايو
- 1 مايو - ليلة الانتخابات العامة في المملكة المتحدة: للمرة الأولى، قدم الأخوان ديفيد ديمبلبي وجوناثان ديمبلبي برامج النتائج المتنافسة على قناة BBC 1 وITV على التوالي. وسيجرى نفس الترتيب في الانتخابات العامة في 2001 و 2005.
- 2 مايو - بث قناة بي بي سي 1 Falling Down ، وهو فيلم أكشن عام 1992 وبطولة مايكل دوغلاس وروبرت دوفال وباربرا هيرشي.[41]
- 3 مايو - كاترينا و Waves تفوز بمسابقة الأغنية الأوروبية بأغنية " Love Shine a Light "، وهي المرة الأولى التي تفوز فيها المملكة المتحدة بالمسابقة منذ عام 1981 .
- 13 مايو - تحدث جيريمي باكسمان إلى مايكل هوارد في برنامج Newsnight ، وأصبحت المقابلة هي الأكثر شهرة في البرنامج. كان هوارد وزيرا للداخلية حتى ثلاثة عشر يوما قبل ذلك، قد عقد اجتماعا مع ديريك لويس، رئيس مصلحة السجون، حول احتمال إقالة حاكم سجن باركهورست، جون ماريوت. سأل باكسمان هوارد، بعد أن أعطى إجابات مراوغة، نفس السؤال – «هل هددت بنقضه [لويس]؟» – ما مجموعه اثنتي عشرة مرة على التوالي (14 مرة إذا صيغت أول استعلامين بشكل مختلف نوعًا ما وتم تضمين بعض الوقت قبل خلافة 12 مرة). لم يعط هوارد إجابة مباشرة، وبدلاً من ذلك قال مرارًا وتكرارًا إنه «لم ينقضه»، وتجاهل جزء «التهديد» من السؤال.[42] [43] [44] أجاب هوارد أخيرًا على سؤال باكسمان في نسخته الأخيرة من Newsnight في عام 2014، قائلاً «لا جيريمي، لم أفعل. لكن لا تتردد في طرح أحد عشر مرة أخرى».[45]
- 21 مايو - فازت سيرينا مارتن بسلسلة عام 1997 من برنامج Junior MasterChef .
- 23 مايو - برنامج مسابقة القناة الرابعة يحتفل العد التنازلي بإصداره رقم 2000.[46]
- 24-26 أيار (مايو) - تخصص القناة الرابعة عطلة نهاية الأسبوع في عطلة الربيع البنكية للمسلسلات الهزلية. يعرض حلقات كلاسيكية وأفلام سبين أوف سبين أوف وأفلام وثائقية عن جاذبية هذا النوع.
- 26 مايو - تعرض قناة BBC1 الفيلم الوثائقي Lenny Big Amazon Adventure ، والذي يرى أن Lenny Henry يسافر إلى بيرو مع خبير البقاء على قيد الحياة Lofty Wiseman.[47]
- 31 مايو -
  - يتنحى مايكل جراد عن منصب الرئيس التنفيذي للقناة 4. ويخلفه مايكل جاكسون الذي تولى المنصب في اليوم التالي.
  - تبث القناة الخامسة أول تغطية دولية لكرة القدم، مباراة بين إنجلترا وبولندا. تختبر القناة تنسيقًا تقديميًا جديدًا يحاول إعادة خلق جو الشريط، مع قيام مقدمي العروض بتغطية على خلفية أحاديث من جمهور مدعو. تنسيق توجه انتقادات، مع الاندبندنت ' جلين مور واصفا إياه بأنه «حالة من الفوضى» [48] ومع ذلك، فإن التغطية يعطي قناة أكبر جمهورها حتى الآن، مع المشاهدين من خمسة ملايين نسمة.[49]

### يونيو
- 2 حزيران (يونيو) - تم تجديد خدمة بي بي سي بريكفاست نيوز . إنه استوديو وتغييرات لحن الموضوع. وهي تُعرف الآن باسم «بريكفاست نيوز» بدلاً من «بي بي سي بريكفاست نيوز».
- 4 يونيو - فازت كلية مجدلين ، أكسفورد بسلسلة 1996-1997 لتحدي الجامعة ، بفوزها على الجامعة المفتوحة 250-195.
- 8 يونيو -
  - علق جوك براون على آخر مباراة لكرة القدم لصالح بي بي سي اسكتلندا والتي كانت تصفيات كأس العالم عندما لعبت اسكتلندا خارج أرضها أمام بيلاروسيا للفوز 1-0. يغادر المحطة في نهاية الشهر لتولي منصب المدير العام في نادي سلتيك.
  - فازت فاي ديمبسي بالمجموعة الثامنة من نجوم في عيونهم ، حيث أدت دور أوليفيا نيوتن جون.
- 10 يونيو - قامت قناة BBC2 ببث الفيلم الوثائقي التلفزيوني Homeground: An Exile's Return ، الذي يروي قصة مارتن ماكغارتلاند، العميل البريطاني السابق الذي تسلل إلى الجيش الجمهوري الأيرلندي المؤقت.[50]
- 11 يونيو - SMG تشتري Grampian Television ، مقاول ITV لشمال اسكتلندا، مقابل 105 مليون جنيه إسترليني.[51]
- 18 يونيو - تبث Sky One الحلقة الأخيرة من مسلسل Springhill الخارق للطبيعة.
- 19 يونيو - وكالات الإعلام ترفض دعوة رئيس مجلس إدارة مجموعة غرناطة، جيري روبنسون، لتشكيل شركة ITV واحدة، معربة عن مخاوفها من أن تكون ضارة للغاية للمعلنين.[52]
- 25 يونيو - منحت لجنة التلفزيون المستقلة (ITC) رخصة بث DTT الوحيدة للبث الرقمي البريطاني.
- 26 يونيو - استحوذت شركة Granada Group plc على Yorkshire-Tyne Tees Television plc.[53]
- 30 يونيو - تبث قناة BBC One يومًا لتغطية حفل تسليم هونغ كونغ بمناسبة نقل السيادة على هونغ كونغ من المملكة المتحدة إلى الصين، وهو حدث يحدث في منتصف الليل بالتوقيت المحلي (17:00 بتوقيت جرينتش).[54]

### يوليو
- 3 يوليو - قدم بيتر سنو برنامج Newsnight للمرة الأخيرة، على الرغم من أنه سيواصل الظهور من حين لآخر كمحلل سياسي حتى عام 2005.
- 4 يوليو - عائلة باترسبي، التي وصفتها وسائل الإعلام بأنها «عائلة من الجحيم»، تظهر لأول مرة في شارع التتويج.[55]
- 5 يوليو - قناة ITV تعرض الطيار الكوميدي The Grimleys . بدأت سلسلة كاملة في عام 1999 وبثت لثلاث سلاسل حتى عام 2001.
- 12 يوليو - بي بي سي وان تبث العرض الأول على الشبكة لفيلم الإثارة الأمريكي الصعب الهدف عام 1993.
- 25 يوليو - أعلنت القناة الخامسة عن خططها لتشغيل حملة إعلانية على قناة ITV لجذب المزيد من المشاهدين.[56]
- 26 يوليو - أعلن مقدم برنامج ميدلاندز توداي، آلان تاورز، على الهواء مباشرة أنه سيغادر البرنامج بعد 25 عامًا في الصحافة الإذاعية، واصفًا رؤساء البي بي سي بأنهم «أقزام يرتدون بدلات رمادية ويعصبون أعينهم».[57]

### أغسطس
- 3 أغسطس - فازت جولي فريند بسلسلة MasterChef لعام 1997.
- 8 أغسطس - تم التقاط سلسلة الرسوم المتحركة الشهيرة للأطفال Postman Pat بواسطة Premiere 12 لبث عمليات الإرسال في سنغافورة.
- 26 أغسطس - تفيد التقارير أن السابق المدرج مقدم هيلين رولاسون تم تشخيص السرطان وسيخضع لعملية جراحية طارئة.[58]
- 31 أغسطس -
  - توقف كل من Sky 2 و Granada Talk TV عن البث.
  - يبقى BBC1 على الهواء طوال الليل، يبث بشكل متزامن مع BBC World News ، لإحضار تحديثات الأخبار عن حادث سيارة ديانا ، أميرة ويلز. في الساعة 6.00 صباحًا، يتم عرض برنامج إخباري متداول، مقدم من Martyn Lewis ومن الساعة 1:00 مساءً بواسطة Peter Sissons ، على كل من BBC1 و BBC2 حتى توقف BBC2 في الساعة 3 مساءً لتقديم برامج بديلة. تواصل BBC1 تقديم التغطية حتى إغلاقها عندما تسلمها مرة أخرى إلى BBC World. تستمر تغطية قناة ITV الإخبارية المستمرة للمأساة حتى المساء؛ أول برنامج مجدول يتم بثه على تلك القناة هو شارع التتويج . في الأيام التي أعقبت وفاتها، تم التخلي عن البرامج العادية للسماح بتغطية الأحداث.

### سبتمبر
- 1 سبتمبر -
  - إطلاق قناة ناشيونال جيوغرافيك .
  - يعود The Jack Docherty Show على القناة الخامسة بعد العطلة الصيفية بإعادة إطلاق، والذي يتضمن موسيقى وعناوين جديدة. تم إسقاط إصدار الجمعة أيضًا بناءً على اقتراح Docherty ، مما أدى إلى إنهاء التنسيق الأصلي لخمس ليالٍ في الأسبوع.[59]
  - يستضيف Magnus Magnusson الحلقة الأخيرة من Mastermind حتى عودته في 2003.
- 5 سبتمبر -
  - تخاطب الملكة إليزابيث الثانية الأمة ببث خاص تشيد فيه ديانا، أميرة ويلز، وهي المرة الثانية فقط التي تبث فيها بثًا خاصًا للأمة. يتم بث العنوان مباشرة في الساعة 6.00 مساءً، قبل نشر الأخبار المسائية المبكرة.[60] [61]
  - يعود برنامج ألعاب ITV السابق Name That Tune لسلسلة جديدة على القناة الخامسة، حيث يقدمه Jools Holland.[62]
- 6 سبتمبر - شاهد 2.5 مليار مشاهد البث المباشر لجنازة أميرة ويلز ديانا.[63] تم تسجيل لقطات الحفل في موسوعة غينيس للأرقام القياسية كأكبر جمهور تلفزيوني للبث المباشر.[64] في المملكة المتحدة، شاهد البث 32.10 مليون مشاهد. إنه ثاني أكثر بث في المملكة المتحدة مشاهدة على الإطلاق، بعد نهائي كأس العالم 1966.[65]
- 9 سبتمبر - بثت قناة ITV العرض الأول لفيلم A Perfect World ، بطولة كيفن كوستنر وكلينت إيستوود.
- 10 سبتمبر - بدأت بي بي سي تو بث المسلسل الوثائقي المكون من ستة أجزاء ، النازيون: تحذير من التاريخ، والذي يبحث في صعود وسقوط الحزب النازي في ألمانيا.[66] تم بث الجزء الأخير في 15 أكتوبر.[67]
- 14 سبتمبر - Gumby: The Movie يتم بثه على قناة ديزني، وهي المرة الوحيدة التي يتم فيها بث Gumby في المملكة المتحدة.
- 16 سبتمبر -
  - أعلنت هيئة الإذاعة البريطانية (بي بي سي) عن تغيير جذري في برامج الأخبار والأحداث الجارية، حيث ستشهد خدمات إخبارية إذاعية وتلفزيونية تنتجها فرق الإنتاج نفسها.
  - تعرض قناة بي بي سي وان المسلسل الوثائقي «ذكريات العطلات» الذي تقوم فيه مقدمة البرامج إستر رانتزن بإعادة زيارة زيمبابوي مع ابنتها.[68] أصيب رانتزن بمرض شديد بعد تصوير الحلقة وتم تشخيصه لاحقًا بمرض الجيارديا. وهي غائبة عن برنامجها الحواري استير على قناة BBC Two لعدة أشهر أثناء تعافيها من الحالة، وعادت إلى التلفزيون في أوائل عام 1998.[69]
- 20 سبتمبر - أول ظهور لفيلم بي بي سي الترويجي الذي ظهر فيه نسخة من أغنية لو ريد عام 1972 وهي أغنية Perfect Day قام بها العديد من الفنانين بما في ذلك ديفيد بوي وبونو وبريت أندرسون ولوري أندرسون. نظرًا لشعبيتها، تم إصدار الإصدار كأغنية فردية في 17 نوفمبر، واستفاد الأطفال المحتاجون من المبيعات.[70] تقضي الأغنية في النهاية ثلاثة أسابيع في الجزء العلوي من مخطط العزاب في المملكة المتحدة، وجمعت 2,125,000 جنيه إسترليني للأطفال المحتاجين. بحلول نوفمبر 2016، باعت 1.54 مليون نسخة، على الرغم من عدم توفرها للتنزيل.[71] [72]
- 22-25 سبتمبر - بث مسلسل EastEnders من بي بي سي 1 سلسلة من الحلقات من أيرلندا والتي تجذب انتقادات من المشاهدين والسفارة الأيرلندية بسبب تصويرهم السلبي والنمطي للشعب الأيرلندي. أصدرت البي بي سي في وقت لاحق اعتذارًا عن أي جريمة تسببت فيها الحلقات.[73] [74]
- 29 سبتمبر - تبث قناة BBC One برنامجين رسوم متحركة جديدين تمامًا للأطفال Enid Blyton's Enchanted Lands (استنادًا إلى سلسلة الكتب The Faraway Tree لمؤلف الأطفال الشهير Enid Blyton) و Noah's Island (من إنتاج Telemagination ، الشركة التي تقف وراء The Animals of Farthing Wood). تم بث كل من المسلسل لأول مرة في أيرلندا، قبل بثه في وطنهم.

### أكتوبر
- 3 أكتوبر - شوهد اسم "Virtual Globe" للمرة الأخيرة على BBC One بعد ست سنوات من الاستخدام. يتغير شعار BBC من متوازي الأضلاع إلى مربع .
- 4 أكتوبر - بي بي سي وان تتبنى تعريفات الكرة الأرضية الجديدة «لمنطاد الهواء الساخن» لتتزامن مع تقديم شعار الشركة الجديد للشبكة. انظر هويات BBC One "Balloon". أيضًا، تظهر الهويات الجديدة على BBC Two جنبًا إلى جنب مع الهوية الحالية التي شوهدت لأول مرة في عام 1991 مع الشعار الجديد.
- 16 أكتوبر - تحتفل Emmerdale بالذكرى السنوية الخامسة والعشرين لتأسيسها.
- 19 أكتوبر -
  - تعرض بي بي سي تو فيلم Steven Spielberg عام 1993 الحائز على جائزة الأوسكار Schindler's List ، وهو فيلم يستند إلى رواية Schindler's Ark للمخرج Thomas Keneally . ويلي الفيلم مقابلة مع سبيلبرغ وملف شخصي عن أوسكار شندلر.[75]
  - الظهور الأول لمسلسل المحاكمة والعقاب الإجرائي للشرطة في ليندا لا بلانت، وهي سلسلة تستخدم بشكل متكرر تنسيق تقسيم الشاشة .
- 27 أكتوبر - UK Living تغير اسمها إلى Living TV ، لتنأى بنفسها عن شبكة UKTV القادمة.
- 30 أكتوبر - قناة بي بي سي وان تبث مقابلة كلايف أندرسون سيئة السمعة مع بي جيز والتي تنتهي بخروجهم من الاستوديو. كان أندرسون يمزح مرارًا وتكرارًا عن حياتهم ومسيرتهم المهنية طوال المقابلة، لكنهم قرروا المغادرة بعد أن أشار إليهم بـ «القاذفات».[76]
- 31 أكتوبر - افتتحت الملكة إليزابيث الثانية مركزًا تفاعليًا للزوار بقيمة 5.5 مليون جنيه إسترليني، وهو BBC Experience at Broadcasting House. أثبت المشروع أنه خاسر للمؤسسة وتم إغلاقه في عام 2001.

### نوفمبر
- 1 نوفمبر -
  - تم إطلاق شبكة UKTV في المملكة المتحدة. انضمت قناة UK Gold الحالية إلى UK Horizons و UK Arena و UK Style .
  - تم تغيير اسم قناة Movie Channel تحت راية Sky Movies ، والتي تسمى الآن Sky Movies Screen 1 و Sky Movies Screen 2.[77]
- 2 تشرين الثاني / نوفمبر - فيلم " Pulp Fiction" للمخرج كوينتين تارانتينو الذي نال استحسان النقاد، ظهر لأول مرة في التلفزيون البريطاني على بي بي سي الثانية.[78]
- 4 نوفمبر - إطلاق بي بي سي نيوز أونلاين.
- 9 نوفمبر - الساعة 6.00 مساءً، تم إطلاق بي بي سي نيوز 24 . ومن BBC الصورة أول قناة UK الجديدة منذ بي بي سي الثانية في عام 1964. تبث القناة أيضًا على BBC One خلال الليل بعد إغلاقها.
- 12 نوفمبر - بثت قناة ITV العرض الأول لفيلم In the Line of Fire بطولة كلينت إيستوود.
- 20 تشرين الثاني (نوفمبر) - تبث BBC One تغطية حية لخدمة عيد الشكر بمناسبة الزفاف الذهبي للملكة إليزابيث الثانية والأمير فيليب، الذي أقيم في وستمنستر أبي.[79]
- 21 تشرين الثاني (نوفمبر) - ولأول مرة، تمتلك قناة BBC's Children in Need موقعًا إلكترونيًا خاصًا بها، يتم إطلاقه في تمام الساعة 4:00 مساءً قبل التليفزيون المسائي.[80]
- 26 نوفمبر - العرض التلفزيوني البريطاني الأول لبرنامج Trainspotting على القناة 4.[81]

### ديسمبر
- 1 ديسمبر -
  - إطلاق قنوات سكاي بوكس أوفيس الأربع الأصلية للأفلام عند الطلب.
  - تقدم كوني حق الحلقة الأولى من برنامج الأطفال في المملكة المتحدة Blue Peter . ستستمر لتكون أطول مذيعة وثالث أطول مقدم في تاريخ العرض، حيث ستقدم لمدة عشر سنوات قبل مغادرتها في يناير 2008 .
- 5 ديسمبر - ظهور سلسلة الخيال العلمي الكندية / الألمانية Lexx على القناة الخامسة.
- 7 ديسمبر - The Teletubbies ، الشخصيات من مسلسل BBC التلفزيوني لمرحلة ما قبل المدرسة، احتلت المرتبة الأولى في مخطط الفردي في المملكة المتحدة بأغنيتها المنفردة الأولى " Teletubbies say" Eh-oh! ". المسار هو المنافس على جائزة الكريسماس المرغوبة رقم واحد، ولكن هذا العنوان مأخوذ من قبل Spice Girls بـ " Too Much ".[82] [83] [84]
- 9 ديسمبر - أعلنت قناة سي إن بي سي أوروبا عزمها على الاندماج مع قناة داو جونز الإخبارية في أوروبا، أخبار الأعمال الأوروبية.[85]
- 20 كانون الأول (ديسمبر) - منح مركز التجارة الدولية تراخيص البث الرقمي المتعدد القنوات التلفزيونية المدفوعة الثلاثة لشركة British Digital Broadcasting
- 24 ديسمبر -
  - تشمل أبرز الأحداث في ليلة عيد الميلاد على بي بي سي وان Naked Gun 33⅓: The Final Insult.[86]
  - تشمل أبرز الأحداث في عشية عيد الميلاد على القناة الخامسة هدية عيد الميلاد لـ Tim Vine ، وبرنامج Andy Williams Show على غرار موسيقى الأعياد والضيوف.[87]
- 25 ديسمبر - أبرز أحداث يوم عيد الميلاد على بي بي سي وان تشمل العروض التلفزيونية البريطانية الأولى لفلينستون والقناع.[88] [89]
- 26 ديسمبر -
  - تشمل أبرز أحداث يوم الملاكمة على قناة بي بي سي وان أفلام هوك ، وثاني بيتهوفن وأكاذيب حقيقية ، بالإضافة إلى أحجار باول مكارتني الدائمة، والوثائقي ، وغير متصل: واحة.[90]
  - تبث القناة الرابعة العرض الأول للتلفزيون البريطاني نيل .
- 27 ديسمبر - تبث القناة الرابعة أمسية من البرامج التي اختارها المشاهدون. تتضمن المجموعة حلقات من Brookside ، Friends ، الأب تيد ، كيتنج إيدج ومن هو الخط على أي حال؟ وكذلك فيلم Shallow Grave .
- 31 ديسمبر - بي بي سي وان تعرض فيلم Cold Enough for Snow وهو تكملة لكوميديا جاك روزنتال عام 1996 Eskimo Day.[91]
- ديسمبر - تم تصوير السلسلة الأولى من Robot Wars في المملكة المتحدة من ديسمبر من هذا العام إلى يناير من العام التالي.

### مجهول
- تم تعيين ميخائيل جاكسون في منصب الرئيس التنفيذي للقناة 4.[92]
- أعلن كريس سميث، وزير الدولة للثقافة والإعلام والرياضة، أنه سيتم إلغاء صيغة تمويل القناة الرابعة مع ITV اعتبارًا من عام 1998.

## لأول مرة

### بي بي سي الأولى / واحد
- 3 يناير - مغامرات جنيات الحديقة (1997)
- 6 يناير - Gadget Boy & Heather (1995-1998)
- 7 يناير - أمير أتلانتس (1997)
- 8 كانون الثاني (يناير) - The Wild House (1997-1999)
- 12 يناير - إيفانهو (1997)
- 16 يناير - رحلات رمضان (1997)
- 19 فبراير - المطلعون (1997)
- 20 فبراير - الطباشير (1997)
- 27 فبراير - حالة مثالية (1997)
- 1 مارس - مسافر الجريمة (1997)
- 15 مارس - احصل على كعكة وتناولها (1997)
- 16 مارس - ترو تيلدا (1997)
- 29 مارس - ساعي البريد المفقود (1997)
- 3 أبريل - لا عرق (1997-1998)
- 5 أبريل - بيت الجليد (1997)
- 6 أبريل - Teletubbies (1997-2001 ، 2002، 2007، 2012، 2015 حتى الآن)
- 7 نيسان / أبريل - 50/50 (1997-2005)
- 9 أبريل - آرثر (1996 إلى الوقت الحاضر)
- 17 أبريل - الحفاظ على أمي (1997-1998)
- 10 مايو - جوناثان كريك (1997-2004 ، 2009-2010)
- 18 مايو - بلوتلاندز (1997)
- 20 مايو - بلاسمو (1997)
- 25 مايو - ولد ليهرب (1997)
- 30 مايو - دروفرز جولد (1997)
- 7 يونيو - النصف الآخر (1997-2002)
- 10 يونيو - مدرسة القيادة (1997)
- 17 يونيو - The Broker's Man (1997-1998)
- 11 يوليو - Celebrity Ready Steady Cook (1997-2003)
- 21 يوليو -
  - مباراة الثمانينات (1997)
  - تايجر باي (1997)
- 31 يوليو - راحة الحاج (1997)
- 24 أغسطس - العروس المتسول (1997)
- 26 آب / أغسطس - الأطباء البيطريون في الممارسة العملية (1997-2002)
- 31 أغسطس - دائرة كاملة مع مايكل بالين (1997)
- 1 سبتمبر - Bloomin 'Marvelous (1997)
- 14 سبتمبر - البحيرات (1997)
- 15 سبتمبر - أمير بين الرجال (1997-1998)
- 25 سبتمبر -
  - أبي (1997-1999)
  - الأقفال (1997)
- 29 سبتمبر -
  - أراضي إنيد بليتون المسحورة (1997-1998)
  - جزيرة نوح (1997-1999)
- 2 نوفمبر - التعافي قريبًا (1997)
- 3 نوفمبر - فندق (1997)
- 9 نوفمبر - تاريخ توم جونز: اللقيط (1997)
- 9 تشرين الثاني (نوفمبر) - بي بي سي وورلد نيوز (1991 حتى الآن)
- 10 نوفمبر - سبارك (1997)
- 2 ديسمبر - أكويلا (1997-1998)
- 28 ديسمبر - المرأة ذات الرداء الأبيض (1997)

### بي بي سي الثانية / اثنان
- 7 يناير - الكبار (1997)
- 1 فبراير - نوسترومو (1997)
- 21 فبراير - الطيور مع بيل أودي (1997-2000)
- 24 فبراير - عالم بقاء راي ميرز (1997-1998)
- 31 مارس - Teletubbies (1997-2001 ، 2002، 2007، 2012، 2015 إلى الوقت الحاضر)
- 18 أبريل - مزرعة سانيسايد (1997)
- 1 يونيو - المغامرات السحرية لـ Quasimodo (1996)
- 2 سبتمبر - التمسك (1997)
- 5 سبتمبر - VR.5 (1995)
- 8 سبتمبر - التمسك (1997)
- 10 سبتمبر - النازيون: تحذير من التاريخ (1997)
- 19 سبتمبر - القوة البرية (1997-2005)
- 4 أكتوبر - Clive Barker's AZ of Horror (1997-1998)
- 28 تشرين الأول (أكتوبر) - العودة إلى الأرض (1997-2002)
- 3 تشرين الثاني (نوفمبر) - أنا آلان بارتريدج (1997-2002)
- 9 نوفمبر - الربح (1996)
- 17 نوفمبر - أرض النمر (1997)
- 22 ديسمبر - شارع ستيلا (1997-2001)
- 29 ديسمبر - عملية Good Guys (1997-2000)

### بي بي سي نيوز 24
- 31 مارس - HARDtalk (1997 حتى الآن)
- 9 تشرين الثاني (نوفمبر) - بي بي سي وورلد نيوز (1991 حتى الآن)

### آي تي في
- 5 يناير - ريبيكا (1997)
- 6 يناير - شجرة عائلة آدم (1997-1999)
- 7 يناير - رصيف الميناء (1997)
- 8 كانون الثاني (يناير) - ذا بلوبز (1997-1998)
- 13 يناير - مغامرات سوتي المذهلة (1997-1998)
- 24 يناير - حمل الطفل (1997-1998)
- 5 فبراير - العرض والطلب (1997-1998)
- 6 فبراير - Reckless (1997)
- 26 فبراير - د.زارجلي (1997-1998)
- 28 فبراير - Slim Pig (1996-2005)
- 8 مارس - تغطية الفورمولا 1 على ITV (1997-2008)
- 23 آذار (مارس) - جرائم القتل المتوسطة (1997 حتى الآن)
- 30 مارس -
  - قدم باردة (1997-2003 ، 2016 حتى الآن)
  - العروض الكوميدية الأولى (1997)
- 2 أبريل - الرجل المتلاشي (1997-1998)
- 4 أبريل - جراند (1997-1998)
- 6 أبريل - أين القلب (1997-2006)
- 29 أبريل - لمس الشر (1997-1999)
- 9 مايو - أراك الجمعة (1997)
- 18 مايو - ووكينويل (1997)
- 6 يونيو - الرجل الذي جعل الأزواج يغارون
- 25 يونيو - رف الحيوانات (1997-2000)
- 8 يوليو - الكابتن ستار (1997-1998)
- 14 يوليو - ... من الجحيم (1997-2010)
- 28 يوليو - Ain't Misbehavin ' (1997)
- 12 أغسطس - Cadfael The Rose Rent (1997 الموسم 3 الحلقة 1)
- 19 أغسطس - معرض كادفيل القديس بطرس (1997)
- 26 أغسطس - Cadfael The Raven in the Foregate (1997)
- 30 أغسطس - تريكي (1997)
- 2 سبتمبر - مدرسة نايت (1997-1998)
- 4 سبتمبر - مغامرات بادينغتون بير (1997-2000)
- 5 سبتمبر - كيبر (1997-2000)
- 8 سبتمبر - سفينة نوح (1997-1998)
- 25 سبتمبر - غير المدعو (1997)
- 26 سبتمبر - تيتش (1997-2001)
- 3 أكتوبر - راج حورية (1997)
- 15 أكتوبر - في الأزرق (1997)
- 19 تشرين الأول (أكتوبر) - المحاكمة والعقاب (1997-2009)
- 24 أكتوبر - وظيفة غير مناسبة للمرأة (1997-2001)
- 14 تشرين الثاني (نوفمبر) - ساعة برنارد (1997-2005)
- 18 نوفمبر - سافاج إيرث (1997)
- 21 تشرين الثاني (نوفمبر) - الرجال المكفوفون (1997-1998)
- 7 ديسمبر - سيدة مرسومة (1997)

### القناة 4
- 3 يناير - الكابتن بتلر (1997)
- 13 يناير - قطعة الجامعين (1997-2001)
- 25 يناير - الفرصة الأخيرة اليانصيب (1997)
- 27 يناير - إنقاذ الحيوانات الأليفة (1997-2003)
- 29 يناير -
  - عين نحاسية (1997-2001)
  - تلفزيون فورتين (1997-1998)
- 1 فبراير - العرض (1997)
- 17 فبراير - تحت القمر (1997-1998)
- 24 مارس - غداء خفيف (1997-1999)
- 12 مايو -
  - ميليسا (1997)
  - موسيقى الروح (1997)
- 30 مايو - هاري هيل (1997-2003)
- 15 يوليو - طلاب الفضاء (1997)
- 1 أغسطس - ملك التل (1997-2010)
- 9 أكتوبر - رقصة على موسيقى الزمن (1997)
- 4 نوفمبر - الرذيلة (1997)

### إس فور سي
- مجهول -
  - Y Clwb Rygbi (1997 إلى الوقت الحاضر)
  - فيرميو (1997 إلى الوقت الحاضر)

### القناة 5
- 30 مارس -
  - شؤون الأسرة (1997-2005)
  - عرض جاك دويرتي (1997-1999)
- 31 مارس -
  - 100٪ (1997-2001)
  - ويتل (1997-1998)
  - 5 أخبار (1997 إلى الوقت الحاضر)
  - الملكية الساخنة (1997-1998 ، 2001-2003)
  - هافاكازو (1997-2002)
- 3 أبريل - أحضر لي رئيس الترفيه الخفيف (1997-2000)
- 4 أبريل - MLB on Five (1997-2008)
- 5 أبريل - الحمى الليلية (1997-2002)
- 12 نيسان - منزل ويمزي (1995-1996)
- مايو - كرة القدم يوم 5 (1997-2012 ، 2015 حتى الآن)
- 5 سبتمبر - اسم هذا اللحن (1997-1998)
- 17 سبتمبر - ميلك شيك! (1997 إلى الوقت الحاضر)
- 22 سبتمبر - الجناح والصلاة (1997-1999)
- 5 ديسمبر - ليككس (1997-2002)

### قناة ديزني في المملكة المتحدة
- 1 سبتمبر - استوديو ديزني في المملكة المتحدة (1997-2005)
- 17 أكتوبر - الرجل الذكي (1997-1999)
- 8 تشرين الثاني (نوفمبر) - العطلة (1997-2001)

### سكاي 1 / وان
- 1 يناير - مطاردة الحرير (1991-1999)
- 11 سبتمبر - فجأة سوزان (1996-2000)
- 14 أكتوبر - Dream Team (1997-2007)
- 14 كانون الأول (ديسمبر) - الأرض: الصراع النهائي (1997-2002)
- مجهول -
  - مذنب! (1997-1999)
  - فقط قذفتني! (1997-2003)

- 5 فبراير - ارمسترونج وميلر (1997-1999)

### قناة الخيال العلمي
- 20 يوليو - الجوع (1997-2000)

### نيكلوديون المملكة المتحدة
- 6 يناير -
  - ستيكين أراوند (1996-1998)
  - كنان وكيل (1996-2000)
- 3 نوفمبر -
  - القنادس الغاضبة (1997-2001)

### كرتون نتورك بالمملكة المتحدة
- 5 يناير - Sans Famille
- 6 يناير - البقر والدجاج (1997-2001)
- 1 سبتمبر - جوني برافو (1997-2004)
- غير معروف - رحلة بلينكي بيل غير العادية (1996)

### تحدي التلفزيون
- غير معروف - كاريوكي التحدي (1997)

## القنوات

### قنوات جديدة
| تاريخ     | قناة                   |
| --------- | ---------------------- |
| 3 فبراير  | مشكلة                  |
| 30 مارس   | القناة 5               |
| 1 سبتمبر  | قناة الجغرافيا الوطنية |
| 1 نوفمبر  | أرينا المملكة المتحدة  |
| 1 نوفمبر  | آفاق المملكة المتحدة   |
| 1 نوفمبر  | نمط المملكة المتحدة    |
| 9 نوفمبر  | بي بي سي نيوز 24       |
| 22 نوفمبر | نشوة التلفزيون         |

### القنوات البائدة
| تاريخ    | قناة           |
| -------- | -------------- |
| 31 أغسطس | تلفزيون غرناطة |
| 31 أغسطس | سكاي 2 (أصلي)  |

### القنوات المعاد تسميتها
| تاريخ     | اسم قديم     | اسم جديد             |
| --------- | ------------ | -------------------- |
| 3 فبراير  | قناة العائلة | تحدي التلفزيون       |
| 14 فبراير | SelecTV      | كارلتون سيليكت       |
| 3 أبريل   | قناة التعلم  | ديسكفري هوم آند ليجر |
| 4 أكتوبر  | BBC1         | بي بي سي وان         |
| 4 أكتوبر  | BBC2         | بي بي سي اثنان       |
| 1 نوفمبر  | السماء 1     | سكاي وان             |
| 1 نوفمبر  | أفلام سكاي   | شاشة سكاي موفيز 1    |
| 1 نوفمبر  | قناة الفيلم  | سكاي موفيز سكرين 2   |

## برامج تلفزيونية
| عروض                           | انتقل من     | انتقل الى      |
| ------------------------------ | ------------ | -------------- |
| بيع القرن                      | ITV          | تحدي           |
| 3-2-1                          | ITV          | تحدي           |
| سابرينا الساحرة المراهقة       | ITV          | نيكلوديون      |
| بادينغتون                      | القناة 4     | ITV            |
| الافلام                        | سكاي 1       | بي بي سي اثنان |
| أوركسترا أوسكار                | قناة الأطفال | نيكلوديون      |
| مغامرات بلينكي بيل             | قناة الأطفال | شبكة الكرتون   |
| كايل مرة أخرى                  | قناة الأطفال | شبكة الكرتون   |
| أمير أتلانتس                   | بي بي سي وان | قناة الأطفال   |
| روموالد الرنة                  | بي بي سي وان | قناة الأطفال   |
| فأر الخطر                      | قناة العائلة | قناة الأطفال   |
| Stickin 'حول                   | نيكلوديون    | القناة 5       |
| ميلتون المجهري (1975-1981)     | بي بي سي وان | القناة 5       |
| قصة بوليانا ، فتاة الحب (1986) | قناة الأطفال | القناة 5       |

### العودة ذاك العام بعد انقطاع لمدة عام أو أكثر
- الكابتن بوغواش (1957-1975 بي بي سي، 1997-2002 ITV)
- بيع القرن (1972-1990 ITV ، 1997-1998 التحدي)
- الطيور على أشكالها (1989-1994، 1997-1998 ، 2014-2017)
- بلانكتي بلانك (1979-1990، 1997-2002)
- Blockbusters (1983-1993 ITV ، 1994-1995 Sky1 ، 1997 BBC ، 2000-2001 Sky1 ، 2012-present Challenge)

## البرامج التلفزيونية المستمرة

### عشرينيات القرن الماضي
- بي بي سي ويمبلدون (1927-1939، 1946-2019، 2021 حتى الآن)

### الثلاثينيات
- سباق القوارب (1938-1939، 1946-2019)
- بي بي سي للكريكيت (1939، 1946-1999، 2020-2024)

### الأربعينيات
- تعال للرقص (1949-1998)

### الخمسينيات
- بانوراما (1953 حتى الآن)
- اختر ما تريد (1955-1968، 1992-1998)
- ماذا تقول الأوراق (1956-2008)
- السماء في الليل (1957 إلى الوقت الحاضر)
- بلو بيتر (1958 إلى الوقت الحاضر)
- المدرج (1958-2007)

### الستينيات
- شارع التتويج (1960 إلى الوقت الحاضر)
- أغاني التسبيح (1961 - حتى الآن)
- العالم في العمل (1963-1998)
- توب أوف ذا بوبس (1964-2006)
- مباراة اليوم (1964 حتى الآن)
- السيد والسيدة (1964-1999)
- اتصل بي بلاف (1965-2005)
- برنامج المال (1966-2010)

### السبعينيات
- إميرديل (1972 حتى الآن)
- نيوزراوند (1972 حتى الآن)
- آخر نبيذ الصيف (1973-2010)
- أتمنى لو كنت هنا...؟ (1974-2003)
- أرينا (1975 إلى الوقت الحاضر)
- رجل واحد وكلبه (1976 إلى الوقت الحاضر)
- جرانج هيل (1978-2008)
- عرض التحف (1979 إلى الوقت الحاضر)
- وقت السؤال (1979 إلى الوقت الحاضر)

### 1980s
- الأطفال المحتاجون (1980 إلى الوقت الحاضر)
- Timewatch (1982 إلى الوقت الحاضر)
- العد التنازلي (1982 إلى الوقت الحاضر)
- بروكسايد (1982-2003)
- حق الرد (1982-2001)
- مشروع القانون (1984-2010)
- سباق القناة الرابعة (1984-2016)
- توماس والأصدقاء (1984 إلى الوقت الحاضر)
- إيست إندرس (1985 إلى الوقت الحاضر)
- تقرير كوك (1985-1998)
- Crosswits (1985-1998)
- الشاشة الثانية (1985-1998)
- مدمنو Telly (1985-1998)
- الإغاثة المصورة (1985 إلى الوقت الحاضر)
- عرض الرسم البياني (1986-1998، 2008-2009)
- ضحية (1986 إلى الوقت الحاضر)
- ChuckleVision (1987-2009)
- حرق لندن (1988-2002)
- على السجل (1988-2002)
- خمسة عشر إلى واحد (1988-2003، 2013 حتى الآن)
- هذا الصباح (1988 إلى الوقت الحاضر)
- الطيور على أشكالها (1989-1998، 2014 إلى الوقت الحاضر)
- بودجر وبادجر (1989-1999)

### التسعينيات
- قدم واحدة في القبر (1990-2000)
- أسقط الحمار الميت (1990-1998)
- النجوم في عيونهم (1990-2006)
- 2point4 الأطفال (1991-1999)
- استراحة كبيرة (1991-2002)
- حزب نويل هاوس (1991-1999)
- GamesMaster (1992-1998)
- نبضات القلب (1992-2010)
- الرجال يتصرفون بشكل سيء (1992-1998)
- الإفطار الكبير (1992-2002)
- 999 (1992-2003)
- إجراءات ممارسة السيد Motivator (1993-2000)
- الإفطار مع فروست (1993-2005)
- ويكليف (1994-1998)
- كاريكاتير كي (1994-1999)
- مستشفى الحيوان (1994-2004)
- تايم تيم (1994-2013)
- سحوبات اليانصيب الوطني (1994-2017)
- Top of the Pops 2 (1994 إلى الوقت الحاضر)
- الأب تيد (1995-1998)
- Hollyoaks (1995 إلى الوقت الحاضر)
- هل هذا قانوني؟ (1995-1998)
- مدير الشياطين (1996-1998)
- استيقظ في الغرفة البرية (1996-1998)
- باليكيسانجيل (1996-2001)

## إنتهت في عام 1997
- عرض نقار الخشب وودي (1957-1997)
- سبورتس نايت (1965-1997)
- قوس قزح (1972-1992، 1994-1997)
- ساحات المشاهير (1975-1979، 1993-1997 ، 2014-2015)
- أعطنا فكرة (1979-1997)
- Postman Pat (1981، 1991-1994، 1996 ، 2004-2008)
- رسائل متسلسلة (1987-1997)
- تتحدى! (1988-1997)
- أيام اللعب (1988-1997)
- برنامج تلفزيون هاري إنفيلد (1990-1997)
- إمبراطورية بريتاس (1991-1997)
- جندي جندي (1991-1997)
- Come Outside (1993-1997)
- أرقام الهواتف الناطقة (1994-1997)
- كل شيء هادئ على جبهة بريستون (1994-1997)
- فطيرة في السماء (1994-1997)
- أوه، دكتور Beeching! (1995-1997)
- بول ميرتون في فيلم Galton &amp; Simpson's ... (1996-1997)
- هذه الحياة (1996-1997)
- أول صعود لجوليان كلاري (1996-1997)
- عرض المواهب الكبيرة (1996-1997)
- احصل على كعكتك وتناولها (1997)
- الأراضي
- الرجل الذي جعل الأزواج يغارون (1997)
- التمسك (1997)
- فندق (1997)
- أمير أتلانتس (1997)
- تاريخ توم جونز (1997)
- العقل المدبر (1972-1997، 2003-)

## المواليد
- 2 فبراير - إيلي بامبر، ممثلة
- 1 أبريل - آسا بترفيلد، ممثل
- 15 أبريل - مايسي ويليامز، ممثلة
- 3 يوليو - الممثلة ميا ماكينا بروس
- 16 أغسطس - تيلي كيبر، ممثلة
- 25 أغسطس - هولي جيبس، ممثلة
- 7 سبتمبر - دين تشارلز تشابمان، ممثل
- 16 سبتمبر - ايمي لي هيكمان، ممثلة

## حالات الوفاة
| تاريخ     | اسم             | عمر | مصداقية سينمائية                                    |
| --------- | --------------- | --- | --------------------------------------------------- |
| 11 يناير  | جيل سمرز        | 86  | ممثلة (شارع التتويج)                                |
| 3 مايو    | هيو جرين        | 77  | مقدم برامج تلفزيونية (الفرصة تقرع)                  |
| 19 يونيو  | جوليا سميث      | 70  | مخرج ومنتج تلفزيوني                                 |
| 26 يونيو  | تشارلي تشيستر   | 83  | الممثل الكوميدي ومقدم البرامج الإذاعية والتلفزيونية |
| 24 يوليو  | بريان جلوفر     | 63  | الممثل                                              |
| 12 سبتمبر | ليونارد ماجواير | 73  | الممثل                                              |
| 5 أكتوبر  | ديبي ليندن      | 36  | ممثلة                                               |
| 6 اكتوبر  | أدريان هيل      | 60  | ممثلة                                               |
| 20 أكتوبر | رون تار         | 60  | ممثل (EastEnders مثل Big Ron)                       |
| 4 ديسمبر  | ريتشارد فيرنون  | 72  | الممثل                                              |